# NGC 578
NGC 578 (również PGC 5619) – galaktyka spiralna z poprzeczką (SBc), znajdująca się w gwiazdozbiorze Wieloryba. Odkrył ją John Herschel 11 listopada 1835 roku.